# 埼玉県立与野高等学校
埼玉県立与野高等学校（さいたまけんりつよのこうとうがっこう）は、埼玉県さいたま市中央区（旧与野市中心部）に位置する公立の高等学校。通称「与野高（よのこう）」。

## 概要
概ね高倍率の入試が続く中堅上位校で、90余年の歴史を持つ伝統校である（生徒数：約1,100名）。開校当初は学校組合により設立され、のちに旧与野町（現在のさいたま市中央区）、埼玉県に移管された沿革をもち、設立当初は男子校であった。従前、農業科、農業土木科、園芸科、商業科、理数コース、及び定時制課程があったが、幾多の変遷を経て、現在は全日制普通科のみ、全27学級（各学年9学級）設置されている。
教育目標に「二兎を追い、獲得する（二兎獲得）」を掲げ、生徒の主体的な二兎（学問と部活動・生徒会活動）の獲得、すなわち文武両道を目指し、いずれも主体的に高い目標を設定し、達成するよう求めている。

與野農学校時代の旧校舎

## 教育課程・特色
1・2年次はほぼ全員が共通科目を履修し、3年次より3類型「A類型：文系進学」「B類型：理系進学」「C類型：薬・農業・看護・医療・栄養等・進学」に分かれるカリキュラムとなっている。いずれも多くの選択科目が設置されており、類型横断的に履修できるようプログラムされている。
また、東京大学CoREFの研究開発校として協調学習プログラムを行っているほか、埼玉大学との高大連携により、1年次から「埼玉大学ハイグレード理数高校生育成プログラム」に参加している。

## 沿革
- 1928年 - 与野町ほか、北足立郡6ヶ村（木崎村、六辻村、土合村、大久保村、植水村、三橋村）学校組合の設立が認可され、学校組合立埼玉縣與野農学校が設立認可（尋常小学校、3年制、定員男子150名）。
- 1935年 - 商業科を設置。校名を学校組合立埼玉県與野農商学校と改称。
- 1944年 - 戦時特例により商業科生徒の募集を停止するとともに、農業土木科を設置。校名を学校組合立埼玉県與野農学校と改称。
- 1947年 ‐ 学制変更により、付属中学校を併設（翌年廃止）。
- 1948年 - 学校組合から旧與野町に移管。六・三制の実施により高等学校設置を認可され、與野町立埼玉県與野農商高等学校と改称。
- 1949年 - 埼玉県立浦和高等学校第二与野分校が開校。同時に普通科を設置し、校名を與野町立埼玉県與野高等学校と改称。
- 1955年 - 農業科を閉科し、園芸科を設置。
- 1956年 - 与野町から埼玉県に移管し、校名を埼玉県立与野高等学校と改称。
- 1958年 - 定時制課程を設置。
- 1962年 - 園芸科を閉科。
- 1963年 ‐ 生徒会機関誌「榧」を刊行開始。
- 1991年 - 普通科に理数コースを設置。
- 2004年 - 埼玉県立戸田翔陽高等学校開設により、定時制課程募集停止。
- 2007年 - 普通教室に冷房を設置。体育館改修。
- 2008年 - 定時制課程を閉課程。
- 2010年 - 普通科理数コース、商業科の募集停止し、普通科の募集定員を3学級分増枠。
- 2013年 - 商業科を閉科。
- 2017年 - 創立90周年記念式典を挙行。

## 校歌
作詞 - 神保光太郎
作曲 - 高田三郎
校歌は第4番まであるが、式典での斉唱は、第2番までである。

## 校章
1963年4月制定。野崎隆司考案。意匠は、さいたま市中央区鈴谷の妙行寺にある「大カヤ（樹齢1,000年、国指定天然記念物）」に由来し、3本のカヤ（榧）の葉に「高」の字を入れたもので、3本の葉が一体となり「和」を表現し、それぞれの葉に「智」「徳」「体」の全人的教育の理念を現している。

## 制服
- 男子は、黒詰襟学生服（標準学生服）。
- 女子は、上下が紺のブレザー。リボンや装飾がなく、控えめなデザインである。
- 学校指定セーターがある。紺色のセーターで首元に白のラインが入っており、胸元にはYの文字が刺繍されている。

## 施設
- 校舎3棟を中心に、体育館、部室棟、武道場（兼講堂）、弓道場、生徒ホール（食堂・宿泊所）などがある。
- テニスコートは7面あるが、プールはない。よって水泳の授業や水泳部も存在しない。
- 構内は、戦前から残る樹木も多く、起伏に富んだ地形で、四季折々の豊かな表情を見せている。
- 築年数50年以上を経過する校舎もあるが、普通教室への冷暖房機器設置に際しては、同窓会や後援会の寄付により設置された。

## 学校行事
5月に校外HR（遠足）、体育祭、9月に与野高祭（文化祭）が行われている。球技大会も行われるほか、マラソン大会は埼玉スタジアム2002で行われ、男子が12 km、女子が8 kmを競走する。修学旅行は、2年時の秋に催行され、行き先は沖縄もしくは北海道。

## 生徒会・その他自治組織
生徒による学校自治の伝統があり、自治組織として、生徒会執行部が設置されている。生徒会執行部は公募制で、立候補者は生徒総会における立会演説・選挙を経て公選されるほか、運動部・文化部に部籍をもつ生徒から、代議員として、文化部長が選出され、生徒会行事の執行にあたっている。学校行事では、生徒会執行部が主体となり、各委員会と連携して運営にあたっているが、例外として、文化祭では、伝統的に生徒会執行部とは異なる自治組織、与野高祭実行委員会が公募により組織され、HR催事の審査、予算執行等を行っている。また、生徒会機関誌「榧」を、1964年から毎年刊行している。その他、各HRの代議員からなる学年委員会、三送会実行委員会等、生徒による自治運営が盛んである。

## 部活動
1年次は必須加入制となっており、全校で90％程度の生徒がいずれかの部に所属している。活動様態やレベルは部の主体性に一任されているが、全国レベルの成績を収める部が多い。近年、全国大会に出場している部として、弓道部、陸上部、新体操部、バトン部、フェンシング部、吹奏楽部、書道部、美術部などがある。弓道部は、全国大会優勝歴を持つ古豪、フェンシング部は2019年度インターハイ準優勝等、全国区の活躍を見せる部が多い。また、吹奏楽部は、1995年の「第43回全日本吹奏楽コンクール」に初出場し、金賞を受賞して以降、全日本吹奏楽コンクールに延べ8回出場し、金賞7回（1995年・1996年・1998年・2001年・2003年・2004年・2007年）、銀賞1回（1997年）を受賞するなど、顕著な成績を収めている。また、本校の生徒会組織は部活動扱いとなっており、県内外でみても極めて珍しいシステムである。

### 運動部
- サッカー部
- 陸上競技部
- 野球部
- 剣道部
- 弓道部
- バスケットボール部
- バレーボール部（女子のみ）
- 硬式テニス部
- ソフトテニス部
- バドミントン部
- 卓球部
- 新体操部
- フェンシング部
- 山岳部 - 2018-8-17 高体連登山専門部の南部地区新人大会企画に参加[2]。

### 文化部
- 写真部
- 華道部
- 茶道部
- 演劇部
- 英語部
- 文芸部
- 情報技術部
- 吹奏楽部
- 美術部
- 書道部
- 家庭科部
- 科学研究部
- 放送部
- バトン部
- 漫画創作研究部
- 軽音楽部
- かるた部

### 同好会
- ボランティア同好会

### その他
- 生徒会執行部

## 進路
大学進学者が大半を占めており、学内での大学出張講義や、60余校の大学等が学内にブース出展する進学説明会が開催されるなど、複数の進路関連行事が設定されている。近年では、九州大、千葉大、横浜国立大、新潟大（医学部）をはじめ、早慶上智など難関校への合格実績を上げている。一方、生徒の特性や希望に応じた進路指導に重点を置いているため、専門学校への進学・就職指導も充実させるなど考慮され、進学主義に偏らない教育活動が展開されている。

## 主な卒業生

### 文化・芸術
- 市川拓司（作家、獨協大学へ進学。代表作「いま、会いにゆきます」）
- 中山うり（シンガーソングライター・アコーディオン奏者）
- 平野慎一（写真家、法政大学へ進学）

### 芸能
- 野口陽一（芸人）
- 藤崎奈々子（タレント）

### スポーツ
- 斎藤仁作（騎手）
- 矢島倫太郎（サッカー選手、Berliner AK 07）
- 川田修平（サッカー選手、栃木SC）
- 山田奈央（サッカー選手、徳島ヴォルティス）
- 堀内陽太（サッカー選手、浦和レッズ）

## 交通
- JR埼京線：与野本町駅より徒歩10分。